# Aushorstung
Als Aushorstung wird im Deutschen die Entnahme junger Greifvögel, Falken und Eulen sowie von Eiern aus dem Horst bezeichnet. Der Ausdruck findet vor allem in der Jägersprache Verwendung und bezieht sich zumeist auf den Fang von Wildvögeln.

## Betroffene Spezies
Spricht man von Aushorstungen, so bezieht sich dies in Mitteleuropa meist auf den Habicht oder den Uhu, insbesondere historisch können aber auch andere für die Beizjagd verwendete Arten, wie Wanderfalke, Gerfalke, Sperber und Steinadler, gemeint sein. 

## Konflikte mit dem Tier- und Artenschutz
Auf diese Weise gefangene Jungvögel wurden und werden zumeist für die Falknerei verwendet, um sie abzurichten. Daraus kann bei Häufungen eine Bedrohung einzelner Spezies entstehen. Bei der regionalen oder großflächigen Ausrottung bzw. Dezimierung verschiedener Eulen- und Greifvogelarten haben Aushorstungen oft, neben der Bejagung und der Auslegung von Giftködern, eine wichtige Rolle gespielt. Da viele der für die Beizjagd und für Halter interessanten Arten mittlerweile erfolgreich gezüchtet werden können, sind Aushorstungen europaweit meist verboten oder zumindest stark eingeschränkt. Allerdings sind die nationalen Gesetze hier oft uneinheitlich und artspezifisch, weshalb allgemeine Aussagen nur schwer möglich sind. In Deutschland beispielsweise ist die Aushorstung junger Habichte meist noch erlaubt, jedoch unter Auflagen und nach Einholung einer Erlaubnis durch die obere Jagdbehörde.